# The River (Virgil Thomson)
The River is een compositie van Virgil Thomson, als filmmuziek bij de de gelijknamige film uit 1937.

## Geschiedenis
De filmmuziek van Thomson bij de film The Plow werd zo positief ontvangen dat Pare Lorentz Thomson opnieuw vroeg om de muziek te schrijven bij de film The River. The River is een film die gaat over de voorspoed en ellende die het gebruik van de Mississippi met zich mee bracht.

## Muziek
De muziek sluit net als in "The Plow" niet aan bij de filmbeelden. Thomson maakte ook nu gebruik van allerlei plaatselijk hymnes, volksliedjes en cowboy-liederen en smeedde deze samen tot een filmmuziek.

De muziek en de bijbehorende gesproken tekst kunnen ook uitgevoerd worden zonder dat de film vertoond wordt.    
De filmmuziek is verdeeld in een aantal secties; net als de film. De compositie (en de film) duren ongeveer 30 minuten.

## Bron
- Uitgave van Naxos (platenlabel)